# Pia Wurtzbach
Pia Wurtzbach (Stuttgart, 24 september 1989) is een Filipijns-Duits actrice en model. Wurtzbach werd in 2015 als derde Filipijnse ooit gekroond tot Miss Universe.

## Biografie
Pia Wurtzbach werd geboren op 24 september 1989 in de Duitse stad Stuttgart. Haar vader is Duitser en haar moeder is van Filipijnse afkomst. Wurtzbach woonde tot haar vierde in Duitsland en groeide daarna op in de Filipijnen. Ze woonde in haar jeugd echter ook enige jaren in Engeland. Wurtzbach studeerde kookkunst aan het Center for Asian Culinary Studies in San Juan
Na haar emigratie naar de Filipijnen op 4-jarige leeftijd werkte ze al als kindacteur voor agentschap Star Magic van ABS-CBN Corporation'. Op 11-jarige leeftijd was als actrice kostwinner voor haar inmiddels gescheiden moeder en haar zus. Ze speelde onder meer in de televisieserie K2BU, ASAP, anthology Your Song, Bora en de serie Sa Piling Mo. Verder speelde ze in de films Kung Ako Na Lang Sana (2003), All My Life (2004), All About Love (2006).
In maart 2015 deed Wurzbach voor de derde maal mee aan de verkiezingen voor Miss Filipijnen. Ze won de verkiezingen en werd daardoor de Filipijnse kandidaat voor de Miss World-verkiezingen van 2015. Een half jaar na haar verkiezing tot Miss Philippines werd ze in Las Vegas gekozen tot Miss Universe. Ze was daarmee de derde Filipijnse winnares van deze verkiezingen.